# 大津大浦
大津 大浦（おおつ の おおうら）は、奈良時代の貴族・陰陽家。姓は連次いで宿禰、のち連。官位は従四位上・陰陽頭。

## 出自
大津氏（大津造、大津連）は摂津国を根拠とする一族で、氏の名は難波大津の名称に因む。一説では毛野氏の一族とされ、和銅7年（714年）には大津意毗登が占術を用いることにより還俗を許され叙爵されるなど、代々陰陽家を務めたという。

## 経歴
代々の陰陽道の家で陰陽学を習得し、藤原仲麻呂に非常に信頼されて事の吉兆を占っていた。大浦は仲麻呂の意向が反逆の謀計に及んでいることを知り、災いが自身に降りかかることを恐れ、そのことを朝廷に密告した。果たして天平宝字8年（764年）9月に藤原仲麻呂の乱が発生すると、正七位上から従四位上へ一挙に10階加階され、連姓から宿禰姓への改姓を許される。さらにまもなく、左兵衛佐兼美作守に任ぜられた。
翌天平神護元年（765年）3月に同じく藤原仲麻呂の乱で功績のあった和気王と共に功田を与えられた。しかし、同年8月には和気王の謀反が発生した際、それまで和気王の邸宅で飲食を共にするなど親しく交際していたため連座、兵部大輔から日向守に左遷の上で位封を剥奪され、姓も連に戻された。さらに神護景雲元年（767年）には日向員外介の官職を解任の上、所持する天文や陰陽などの書物も没収されて官有とされた。
光仁朝に入ると、宝亀元年（770年）に罪を赦されて帰京し、宝亀2年（771年）陰陽頭に任ぜられ、宝亀5年（775年）には安芸守を兼ねた。 宝亀6年（775年）5月17日卒去。最終官位は従四位上陰陽頭兼安芸守。

## 官歴
『続日本紀』による。
- 時期不詳：正七位上
- 天平宝字8年（764年） 9月11日：従四位上、連姓から宿禰姓へ改姓。9月25日：左兵衛佐。10月20日：兼美作守
- 時期不詳：兵部大輔
- 天平神護元年（765年） 3月10日：功田15町。8月1日：日向守、宿禰姓から連姓に改姓
- 時期不詳：日向員外介
- 神護景雲元年（767年） 9月16日：解日向員外介
- 宝亀元年（770年） 日付不詳：原罪入京
- 宝亀2年（771年） 7月23日：陰陽頭[3]
- 宝亀5年（774年） 3月5日：兼安芸守
- 宝亀6年（775年） 5月17日：卒去（従四位上陰陽頭兼安芸守）